# Chauliognathus lugubris
Chauliognathus lugubris es una especie de coleóptero de la familia Cantharidae, subfamilia Chauliognathinae y género Chauliognathus.

## Distribución
Se encuentra en Brisbane, Queensland, Australia, donde es considerada una plaga en algunas regiones.